# Meelis Rooba
Meelis Rooba, né le 20 avril 1977 à Kaaruka en Estonie, est un footballeur international estonien, devenu entraîneur à l'issue de sa carrière, qui évoluait au poste de milieu droit. Il est le grand frère d'Urmas Rooba.
Il est actuellement l'entraîneur du Paide Linnameeskond depuis 2010.

## Biographie

### Carrière de joueur
Meelis Rooba dispute 3 matchs en Ligue des champions, et deux matchs en Coupe de l'UEFA.

### Carrière internationale
Meelis Rooba compte 50 sélections et 4 buts avec l'équipe d'Estonie entre 1996 et 2004. 
Il est convoqué pour la première fois par le sélectionneur national Teitur Thórdarson pour un match de la Coupe baltique 1996 contre la Lettonie le 7 juillet 1996 (1-1). Par la suite, le 30 octobre 1996, il inscrit son premier but en sélection contre la Finlande, lors d'un match amical (2-2). Il reçoit sa dernière sélection le 28 avril 2004 contre l'Albanie (1-1).

## Palmarès
- Avec le Flora Tallinn
  - Champion d'Estonie en 1998, 2001, 2002 et 2003
  - Vainqueur de la Supercoupe d'Estonie en 2002, 2003 et 2004